# 中文編程語言
中文編程語言是指使用中文来书写的程式設計語言，其目的是为了减少对英语的学习，将精力集中在程序设计上，并且便于程序交流和代码维护。

## 歷史
最早出现的编程软件大多为英语环境，对于习惯使用中文的人，为了编程不但需要学会编程规则，还要学会英语，这對不諳英文的人構成了一个较大的障碍。2000年代，相对于印度，由于有较好的英语环境，软件外包发展较快，而中国则只是因为英语的问题造成软件外包一直很难发展。使用中文编程语言，不需要记住大量的英文语句，中文使用者可以在自己母语的基础上从更高方面入手。而且可以减少学习英语的成本，为汉语区的软件产业发展提供帮助。

## 中文编程软件列表
中文编程软件有：
- BCY语言（1964年）
- 朱邦復曾設計過的一些中文語言，如中文培基（英语：Chinese BASIC）與中文cobol（1980年代）
- 伙計培基（1987年）
- 易語言（2000年）
- 丙正正，C++语言的中文版本（2000年代 2001）
- 唐鳳曾經設計過能以文言文寫作的perl模組PerlYuYan（2002年）[1]
- 中蟒（2002年）
- O語言，一种中文組合語言（2005年）
- 周蟒（2007年）
- 習語言，支持中文的C语言[2][3]（2009年）
- 中文小海龜 中文化的Logo語言（2009年）
- 蝉语[4]（2014年）
- Wenyan-lang，类文言文的编程语言（2020年）